# Evangelische Kirche Werne

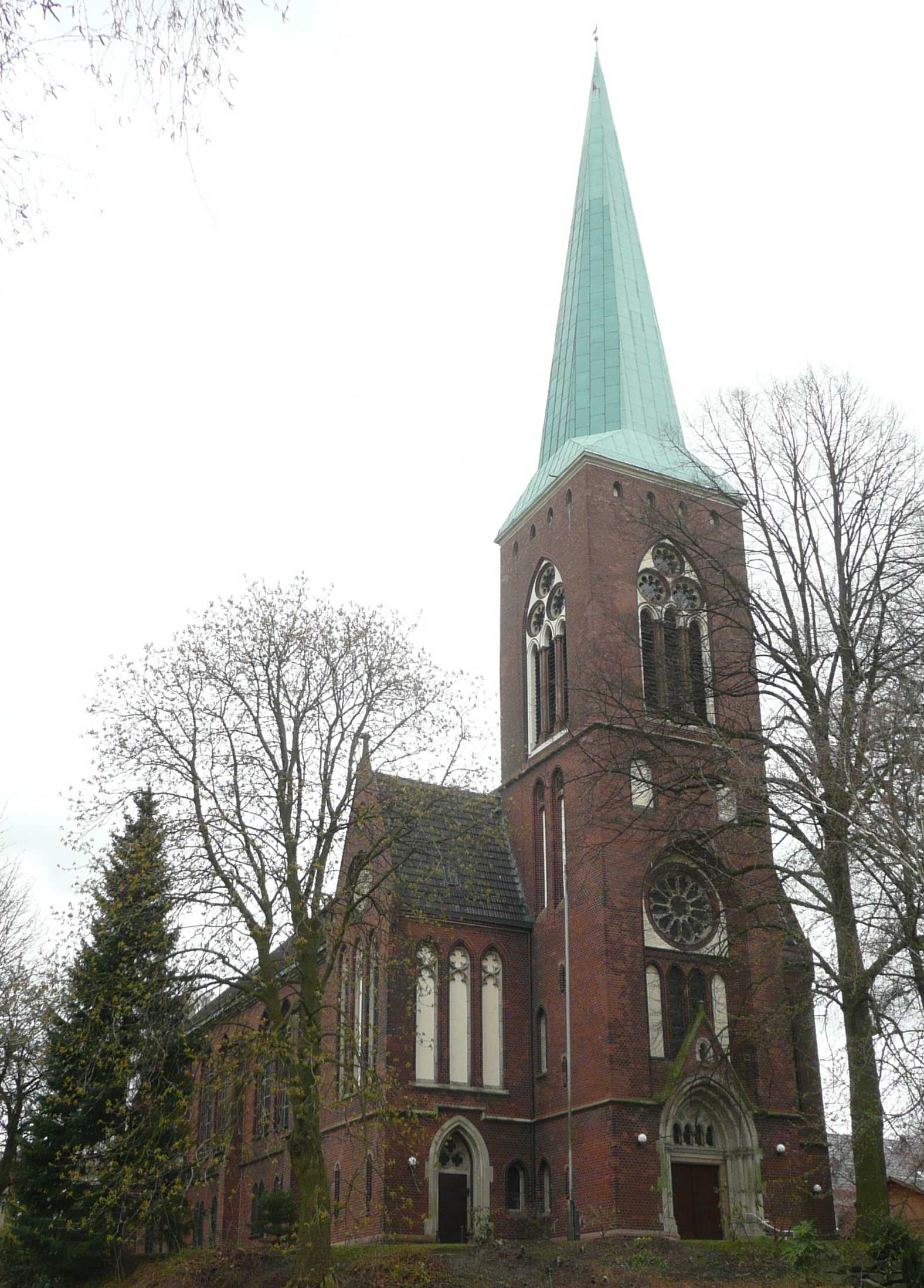
Evangelische Kirche Werne, April 2010

Die Evangelische Kirche Werne ist ein Sakralbau an der Kreyenfeldstraße 30 im Stadtteil Werne von Bochum. Es handelt sich um eine dreischiffige, vierjochige Backsteinhallenkirche im Stil der Neugotik aus den Jahren 1895 bis 1896. Architekt war Gerhard August Fischer. In den Jahren 1949 bis 1957 musste sie wieder aufgebaut werden. Sie steht seit 1989 unter Denkmalschutz. Die Evangelische Kirchengemeinde Werne zählt zum Kirchenkreis Bochum in der Evangelischen Kirche von Westfalen.